# Super Bowl IX
A Super Bowl IX az 1974-es NFL-szezon döntője volt. A mérkőzést New Orleansban, a Tulane Stadionban játszották 1975. január 12-én. A mérkőzést a Pittsburgh Steelers nyerte.

## A döntő résztvevői
A Pittsburgh Steelers az alapszakaszból 10–3–1-es mutatóval került a rájátszásba az AFC-ből. A konferencia-elődöntőben otthon a Buffalo Bills ellen, majd a konferencia-döntőben idegenben az Oakland Raiders ellen győzött. A Steelers először játszott Super Bowlt.
A Minnesota Vikings is 10–4-es teljesítménnyel zárta az alapszakaszt az NFC konferenciában. A konferencia-elődöntőben otthon a St. Louis Cardinals ellen, majd a konferencia-döntőben szintén hazai pályán a Los Angeles Rams ellen győzött. A Vikings 1970-ben és 1974-ben játszott Super Bowlt, mindkettőt elvesztette.

## A mérkőzés
A mérkőzést 16–6-ra a Pittsburgh Steelers nyerte, és története során először nyert Super Bowlt. A legértékesebb játékos a Steelers fullback-je, Franco Harris lett.
| N | Idő                  | Drive                | Drive                | Drive                | Csapat               | Play leírása                                                                                 | Pont                 | Pont                 |
| N | Idő                  | Play                 | Yard                 | Időtartam            | Csapat               | Play leírása                                                                                 | Steelers             | Vikings              |
| - | -------------------- | -------------------- | -------------------- | -------------------- | -------------------- | -------------------------------------------------------------------------------------------- | -------------------- | -------------------- |
| 1 | nem volt pontszerzés | nem volt pontszerzés | nem volt pontszerzés | nem volt pontszerzés | nem volt pontszerzés | nem volt pontszerzés                                                                         | nem volt pontszerzés | nem volt pontszerzés |
|   |                      |                      |                      |                      |                      |                                                                                              |                      |                      |
| 2 | 7:11                 | –                    | –                    | –                    | Steelers             | Safety. Dwight White sackelte Fran Tarkenton-t az end zone-ban.                              | 2                    | 0                    |
|   |                      |                      |                      |                      |                      |                                                                                              |                      |                      |
| 3 | 13:25                | 4                    | 30                   | 1:24                 | Steelers             | Touchdown. Franco Harris 9 yardos futás, Roy Gerela jutalomrúgás.                            | 9                    | 0                    |
|   |                      |                      |                      |                      |                      |                                                                                              |                      |                      |
| 4 | 10:33                | –                    | –                    | –                    | Vikings              | Touchdown. Terry Brown blokkolt punt utáni labdaszerzés az end zone-ban, rossz jutalomrúgás. | 9                    | 6                    |
| 4 | 3:31                 | 11                   | 66                   | 6:47                 | Steelers             | Touchdown. Larry Brown 4 yardos átadás Terry Bradshaw-tól, Roy Gerela jutalomrúgás.          | 16                   | 6                    |